# Саротинга Недарма
Саротинга Недарма (устар. Пропасть-Ю) — река в Приуральском районе Ямало-Ненецкого АО. Устье находится в 262 км от устья Полуя по левому берегу. Длина реки составляет 18 км.

## Данные водного реестра
По данным государственного водного реестра России относится к Нижнеобскому бассейновому округу, водохозяйственный участок реки — Обь от впадения реки Северная Сосьва до города Салехард, речной подбассейн реки — бассейны притоков Оби ниже впадения Северной Сосьвы. Речной бассейн реки — (Нижняя) Обь от впадения Иртыша.